# Ліанг
Ліанг — один з 8 мукімів (районів) округи (даера) Белайт, на заході Брунею.
У 1972—1973 роках запрацював завод зі скраплення природного газу на території мукіму, у Лумуті.

## Райони
- Кампонг Сунгаі Ліанг/Гана
- Кампонг Гана
- Кампонг Андалау
- Кампонг Келуyоh
- Кампонг Перумпонг
- Кампонг Паданг
- Кампонг Ліанг Кеціл
- Кампонг Лілас
- Кампонг Тунггуліан
- Кампонг Сунгаі Баконг Утара (Лумут Сату)
- Кампонг Сунгаі Баконг Селатан (Лумут Сату)
- Кампонг Танаh Терсусун (Лумут Сату)
- Каwасан ЛНГ Лумут (Лумут Сату)
- Кампонг Сунгаі Куру (Лумут Сату)
- Кампонг Сунгаі Канг (Лумут Сату)
- Кампонг Агіс-Агіс (Лумут Сату)
- Кампонг Лаліт (Лумут Сату)
- Кампонг Каю Ара
- Кампонг Сунгаі Талі
- Кампонг Сунгаі Тарінг
- Кампонг Сунгаі Баконг